# بين مكاي (سياسي)
بين مكاي (بالإنجليزية: Ben McKay)‏ هو سياسي أسترالي، ولد في 29 ديسمبر 1918، وتوفي في 11 يوليو 1976.